# ثلاثي فينيل الميثان
ثلاثي فينيل الميثان مركب عضوي من الهيدروكربونات صيغته C19H16 ويوجد على هيئة صلب عديم اللون.

## التحضير
حضر هذا المركب أول مرة سنة 1872 من الكيميائي الألماني أوغست كيكوله ومساعديه وذلك من تفاعل ثنائي فينيل الزئبق Hg(C6H5)2 مع كلوريد البنزال C6H5CHCl2:
يحضر هذا المركب بطرق حديثة وفق أسلوب تفاعل فريدل-كرافتس بين البنزين والكلوروفورم بوجود حفّاز من كلوريد الألومنيوم:
{\displaystyle {\ce {3 C6H6 + CHCl3 -> Ph3CH + 3 HCl}}}
أو من بين البنزين ورباعي كلوريد الكربون.

## الخواص
يوجد المركب في الشروط القياسية على هيئة صلب عديم اللون، وهو لا ينحل في الماء، ولكن في الإيثانول الساخن.
تتألف البنية الكيميائية من ثلاث حلقات من الفينيل المرتبطة بذرة كربون مركزية، بالتالي فهو مشتق من الميثان بحيث تحل ثلاث مجموعات فينيل مكان ثلاث ذرات هيدروجين على الشكل C6H5)3CH. يمسى هذا المركب أيضاً تريتان، وعندما يُنزّع البروتون المتبقي يستحصل على مجموعة التريتيل.

## التطبيقات
ثمثل وحدة ثلاثي فينيل الميثان الوحدة المركزية في العديد من المركبات التي لها تطبيقات واسعة، مثل مجال الصباغة على هيئة صباغ ثلاثي أريل الميثان، والكثير منها تستخدم في مؤشرات الأس الهيدروجيني (pH)، والبعض منها لها خواص فلورية.